# MIUI
A MIUI (kiejtése mint az angol: Me You I), egy Android alapú operációs rendszer, amit a kínai Xiaomi által gyártott okostelefonokban és táblagépekben alkalmaznak. Ez az Android OS egyik leágazása. A MIUI-ban több kiegészítő is helyet kapott, mint például a témakezelő.
A Xiaomi néhány telefont Android One-nal dobott piacra, míg a többin a MIUI lett előtelepítve, mely mindig az Android legfrissebb változatát használja. A Xiaomi eszközein az Android verziót általában csak egyszer frissítik, de a MIUI-t mindig négyévenként, így több applikáció és kiegészítés nem elérhető a MIUI-nak a piacra kerülése utáni verzióiban, csak ha root jogosultsága van a felhasználónak a rendszerhez.
A Xiaomi lehetővé tette, hogy a MIUI-t más okostelefon-gyártók telefonjain is elérhessék, mint a Samsung, a Sony, a HTC, a BLU, a OnePlus, a Google Nexus és a Google Pixel.
2016. február 24-én a Xiaomi bejelentette, hogy a MIUI ROM-nak világszerte több mint 160 millió felhasználója van, és legalább 678 modell támogatja.

## Fejlesztés
Az első MIUI ROM alapja az Android 2.2.x Froyo volt, és eredetileg kínaiul fejlesztette a Xiaomi Tech kínai startup vállalat. A Xiaomi számos programot hozzáadott a rendszerhez. Ilyen a saját Notes, Backup, Music, és Gallery applikációjuk. A MIUI-t független fejlesztők átültették más nyelvekre is. 2019-ben még mindig dolgoztak nem hivatalos változatokkal, de miután a Xiaomi elkezdte gyártani a saját telefonjaikat, ezek népszerűsége visszaesett. 2023 októberben a Xiaomi bemutatta a HyperOs-t amit a Miui leváltására készített. 2024-tól egyre több készülék futtatja ezt az operációs rendszert!

### A MIUI és a Google Play szolgáltatásai
Ellentét van a Google és a kínai kormány között, így a Google több szolgáltatásához is megtagadták a hozzáférést. A MIUI a szárazföldi Kínában a Google Play Services nélkül szállítja a telefonjait. Azonban a Xiaomi kiterjesztette a működési területét Kínán kívülre is, ahol előre telepítve elérhetőek a Google szolgáltatásai és applikációi mint a  Gmail, a Google Maps, a Google Play Store, melyek a többi Android készülékhez hasonlóan a megszokott módon működnek. A MIUI külföldi terjesztései rendelkeznek a Google elismerésével.

### A MIUI változatainak összehasonlítása
|                                | Kína | Kína                                                                                      | Globális                                                                                     | Globális                                                                                     | Xiaomi.eu | Xiaomi.eu |             |
| ------------------------------ | --- | ----------------------------------------------------------------------------------------- | -------------------------------------------------------------------------------------------- | -------------------------------------------------------------------------------------------- | --- | --- | ----------- |
| Elérhető nyelv                 | Néhány, köztük a kínai és angol.                                                                                                  | Néhány, köztük a kínai és angol.                                                          | Szélesebb választék                                                                          | Szélesebb választék                                                                          | Szélesebb választék | Szélesebb választék |             |
| Letölthető témák választéka    | Mind | Mind                                                                                      | Néhány                                                                                       | Néhány                                                                                       | Néhány | Néhány |             |
| Felugró kereső                 | Igen, a nemzetközi Bing kereső és kiválasztott kínai keresőmotorokkal.                                                            | Igen, a nemzetközi Bing kereső és kiválasztott kínai keresőmotorokkal.                    | Google                                                                                       | Google                                                                                       | Igen | Igen |             |
| Smart Assistant                | App tárca | App tárca                                                                                 | App tárca                                                                                    | App tárca                                                                                    | App tárca | App tárca |             |
| Az appok alapvető forrása      | Mi App Store | Mi App Store                                                                              | Google Play Ezen kívül Indiában: Mi Picks (amit átneveztek, s új neve Apps)                  | Google Play Ezen kívül Indiában: Mi Picks (amit átneveztek, s új neve Apps)                  | Google Play | Google Play | Google Play |
| Mi felhő szolgáltatások        | Mind | Mind                                                                                      | Néhány                                                                                       | Néhány                                                                                       | Mind | Mind |             |
| Frissítések                    | Fejlesztő | Stabil                                                                                    | Béta                                                                                         | Stabil                                                                                       | Fejl/Béta | Stabil |             |
| Frissítések                    | Magasabb prioritás. Frissítés minden csütörtökön                                                                                  | Általában kéthavonta                                                                      | Már nem elérhető                                                                             | Általában kéthavonta frissítik                                                               | Frissítés minden pénteken | Általában kéthavonta frissítik |             |
| OTA                            | Igen | Igen                                                                                      | Igen                                                                                         | Igen                                                                                         | Igen; Patchekkel nem foglalkoznak, így minden egyes alkalommal a teljes ROM-ot le kell tölteni.                                                                                                | Igen; Patchekkel nem foglalkoznak, így minden egyes alkalommal a teljes ROM-ot le kell tölteni.                                                                                                |             |
| Hivatalos                      | Igen (a Xiaomi terméke) | Igen (a Xiaomi terméke)                                                                   | Igen (a Xiaomi terméke)                                                                      | Igen (a Xiaomi terméke)                                                                      | Hivatalos forgalmazásra jóváhagyva az Európai Unióban. Az Európai Unióban értékesített telefonokon nem jelenti a garancia elvesztését. A Xiaomi.EU honlapján összegyűlt rajongók fejlesztései. | Hivatalos forgalmazásra jóváhagyva az Európai Unióban. Az Európai Unióban értékesített telefonokon nem jelenti a garancia elvesztését. A Xiaomi.EU honlapján összegyűlt rajongók fejlesztései. |             |
| Vevői újratelepítés szükséges? | Nem | Nem                                                                                       | Nem                                                                                          | Nem                                                                                          | Igen | Igen |             |
| További eszközök               | - Opcionális hozzáférés számos kínai online szolgáltatáshoz - beépített root támogatás(a bootloader kikapcsolása szükséges hozzá) | Opcionális hozzáférés különféle kínai online szolgáltatásokhoz                            | N/A                                                                                          | N/A                                                                                          | - További ikonok egyes harmadik féltől származó applikációkhoz - Néhány készüléken számos hardveres lehetőség feloldva.                                                                        | - További ikonok egyes harmadik féltől származó applikációkhoz - Néhány készüléken számos hardveres lehetőség feloldva.                                                                        |             |
| Támogatott Xiaomi eszközök     | Mind kivéve Redmi Note 3SE és Mi 4i (egy ideje) Régebbi készülékek nem kapnak támogatást.                                         | Mind kivéve Redmi Note 3SE és Mi 4i (egy ideje) Régebbi készülékek nem kapnak támogatást. | A többsége kivéve azon eszközöket, melyeket a Kínai Népköztársaságon kívül nem forgalmaznak. | A többsége kivéve azon eszközöket, melyeket a Kínai Népköztársaságon kívül nem forgalmaznak. | A többsége kivéve azon eszközöket, melyeket a Kínai Népköztársaságon kívül nem forgalmaznak.                                                                                                   | A többsége kivéve azon eszközöket, melyeket a Kínai Népköztársaságon kívül nem forgalmaznak.                                                                                                   |             |

## MIUI vs Android
Bár a MIUI Android platformra épült, a korábbi változatainak alapértelmezett felhasználói felülete az iOS-re hasonlított, mert nem volt benne programtálca, ehelyett ikonrács volt a főpanelen. Továbbá abban is hasonlított az iOS-re, hogy egyforma alakúak az appok ikonjai ugyanazt az interface-t használta a tárcsázó és a hívó app, megegyezett a Beállítások app kiosztása, valamint ugyanaz volt a vizuális elrendezése a felhasználói felületen. Ebből sok megfigyelő arra következtetett, hogy a MIUI az iOS azon felhasználóit veszi célba, akik át akarnak váltani androidos platformra. 2018-ra a MIUI lényegesen eltolódott a kinézet szempontjából a megszokott androidos design felé. Például a MIUI 10 több eleme is az Android Pie rendszerére hasonlít, mint a multitaskingra alkalmas menü vagy az érzelem alapú vezérlés. Ez a változás először a Xiaomi Mi Mix 2S-ben elérhető MIUI 9 (ver. 8.5.11)-ben jelent meg. A MIUI firmware-e már korábban is az Android P-re hasonlított.
Egy másik különbség az Android és a MIUI között, hogy utóbbi támogatja a témákat és az egyedi betűtípusokat. A felhasználók témacsomagokat és betűkészleteket tölthetnek le, melyekkel, miután telepítették azokat a MI Theme Store-ból, egyedire szabhatják a rendszer külsejét. Ezen kívül a tapasztalt felhasználóknak lehetőséget biztosít arra, hogy kijátsszák a készülékeik gyárilag beégetett firmware-jét.

## Ellentmondások
A MIUI kernele jogvédett, és ezzel megszegi a Linux kernel GPL licenszét. Egyes részek forráskódjait 2013. október 25-én közzétették a GitHubon. 2015. márciusban közzétették több márka, így a Mi3, a Mi4, a MiNote és a Redmi 1S kernelének a forráskódját is.
Az Android Ice Cream Sandwich és a Jelly Bean alapokon nyugvó MIUI 4-et a Xiaomi egy olyan víruskereső motorral adta ki, melyet a régebben Kingsoft, akkoriban Tancent nevű, közös igazgatóval rendelkező cég gyártott, és ezt korábban több felhasználó ellenezte. Miután kiderült, hogy a program lényegében hatástalan, a MIUI kínai fórumán nyilvánosságra hozták, hogyan lehet letörölni a programot.
Szintén a MIUI 4 fejlesztése közben a Xiaomi elkezdte eltávolítani a ROM-jaiból a Google Mobile Services (GMS) szolgáltatásait arra válaszul, hogy feszültség alakult ki a Google és a kínai kormány között. A kormány a szárazföldi Kína teljes területén blokkolta a hozzáférést minden Google-szolgáltatáshoz, és a kínai piacra szánt mobilokon le kell tiltani bármiféle Google-program telepítését. A GMS-t azonban a MIUI globális piacra szánt változata támogatja.
Hogy a vállalat számára pénzt szerezzen, a MIUI saját, online szolgáltatásokat is nyújt a Xiaomin belül, melyek között ott vannak a felhő alapú szolgáltatások, a fizetős témák és játékok. A fizetéshez a MiCredit digitális valutát kell használni.

## Verziótörténet
| Verzió  | Képernyőkép | Android verzió | Legutolsó béta megjelenés | Legelső béta megjelenés | Megjelenés dátuma   | Legutolsó stabil változat | Jelentős változások |
| ------- | ----------- | -------------- | ------------------------- | ----------------------- | ------------------- | ------------------------- | --- |
| MIUI 1  |             | 2.1            | Ismeretlen                | 0.8.16                  | 2010. augusztus 16. | N/A                       | Első kiadás |
| MIUI 2  |             | 2.1-2.3.6      | Ismeretlen                | Ismeretlen              | Ismeretlen          | N/A                       | Újragondolt felhasználói felület |
| MIUI 3  |             | 2.3.6          | 2.4.20                    | Ismeretlen              | Ismeretlen          | N/A                       | Újragondolt felhasználói felület |
| MIUI 4  |             | 4.0.4 – 4.1.2  | 3.2.22                    | Ismeretlen              | Ismeretlen          | ICS24.0                   | - Új felhasználói felület - Beépített antivírus program |
| MIUI 5  |             | 4.1.2 – 4.4.2  | 4.12.5                    | 3.3.1                   | 2013. március 1.    | 22.0                      | - Új felhasználói felület - Eltávolították a Google Services-t a kínai verzióból. |
| MIUI 6  |             | 4.4.2 – 5.0.2  | 5.8.6                     | 4.8.29                  | 2014. augusztus 29. | 6.7.2.0                   | Új felhasználói felület |
| MIUI 7  |             | 4.4.2 – 6.0.1  | 6.5.26                    | 5.8.13                  | 2015. augusztus 13. | 7.5.1.0                   | Blokkolt bootloader számos eszközön, illetve a később kiadott készülékeken. |
| MIUI 8  |             | 4.4.2 – 7.1.1  | 7.7.20                    | 6.6.16                  | 2016. június 16.    | 8.5.10.0                  | - Kisebb változtatások a felhasználói felületen - Frissített rendszerappok - Támogatás a Second Space-hez és a Dualhoz. |
| MIUI 9  |             | 4.4.2 – 8.1.0  | 8.5.24                    | 7.8.10                  | 2017. augusztus 10. | 9.6.5.0                   | - Kisebb változtatások a felhasználói felületen - Osztott képernyő - Feljavított Notification Shade és QuickCard (Jelenlegi nevén App Vault) - Új csendes mód - Újabb parancs billentyűs illetve gesztusos parancsok. |
| MIUI 10 |             | 6.0 – 9.0      | 9.9.6                     | 8.6.14                  | 2018. június 19.    | 10.4.5.0                  | - Új értesítési árnyalatok - Kiterjesztett funkciók - Új legutóbb használt appok séma, hangerő-szabályozó, óra, naptár és jegyzetek. - Nagyobb integráció a XiaoAI-vel - Kisebb változtatások a felhasználói felületen - Eltávolították a fekete témát (Mi Note 2) - Innentől az Android Lollipop vagy régebbi változatok nem használhatták |
| MIUI 11 |             | 7.0 – 10.0     | 20.3.26                   | 9.9.24                  | 2018. október 22.   | 11.0.9.0                  | - Az Android Marshmallow-t vagy régebbi változatokkal nem kompatibilis - Néhány eszközön az Android 10-re alapozva - A teljes rendszerben elérhető sötét mód, sötét mód időzítővel. - Monokróm ultraerős energiatakarékos üzemmód - Mi számológép (Pip mód) - Miui Notes App Download - Új ikonok - Lebegőbb animációk - Jelzősáv optimalizálása - Automatikus képernyőkép menedzsment - Opt Out Of Adverts Settings - Először csak kínai ROM                        |
| MIUI 12 |             | 9.0 – 10.0     | 20.5.x                    | 20.4.27                 | 2020. április 27.   | Ismeretlen                | - Az Android Oreo és régebbi változataival nem komptabilis. - Sötét mód 2.0 - Új gesztusok és animációk (Áttetszőbb animációk a dobozokban) - Új ikonok - Több Recent App Style lehetőség - Új jelző lehetőségek - AI segítség hívásoknál (automatikus válasz) - Super Wallpaper - App rajzoló először. - Jobban fókuszban van a privát szféra - Egyszeri engedély megadás tartózkodási helyhez, névjegyekhez és egyebekhez harmadik féltől származó alkalmazásokban |

## jegyzetek
1. ↑  YouTube-videó. YouTube
2. ↑  http://tech.sina.com.cn/t/2011-07-28/01255847379.shtml
3. ↑  MIUI Official English Site, en.miui.com, <http://en.miui.com/features.php>. Hozzáférés ideje: 16 March 2014 Archivált másolat. [2014. április 9-i dátummal az eredetiből archiválva]. (Hozzáférés: 2020. május 20.)
4. ↑  Xiaomi Phone with MIUI OS: a $310 Android with 1.5 GHz dual-core SoC and other surprises, Engadget, 16 August 2011, <https://www.engadget.com/2011/08/16/xiaomi-m1-with-miui-os-a-310-phone-with-1-5ghz-dual-core-soc-a/>. Hozzáférés ideje: 17 September 2011
5. ↑  Jason Lim, MIUI, Lei Jun, TechNode, <http://technode.com/2011/04/14/rumour-lei-jun%E2%80%99s-miui-android-rom-teams-up-with-guess-who/>. Hozzáférés ideje: 17 January 2012
6. ↑  MIUI Official English Site, <http://en.miui.com/features.php>. Hozzáférés ideje: 12 April 2014 Archivált másolat. [2014. április 9-i dátummal az eredetiből archiválva]. (Hozzáférés: 2020. május 20.)
7. ↑  Android – Certified - Partners (angol nyelven). Android . (Hozzáférés: 2020. január 31.)
8. ↑  Forum, Xiaomi MIUI Official: Mi Picks - pick your next favorite- officially launched! Give us your feedback! - App - Xiaomi MIUI Official Forum. en.miui.com . [2019. szeptember 29-i dátummal az eredetiből archiválva]. (Hozzáférés: 2020. május 20.)
9. ↑  MIUI ROM Downloads. en.miui.com . [2019. április 2-i dátummal az eredetiből archiválva]. (Hozzáférés: 2020. május 20.)
10. ↑  „MIUI 9 - 7.8.10 - First Miui 9”, Xiaomi European Community & Store (Hozzáférés: 2017. szeptember 19.) (amerikai angol nyelvű)
11. 1 2  Black, Marie. „What's the difference between TouchWiz, MIUI, EMUI, OxygenOS, LG UX and standard Android?”, Tech Advisor (Hozzáférés: 2018. július 31.) (brit angol nyelvű)
12. ↑  „MIUI 10 To Offer Updated Design, Its User Interface Leaks | Androidheadlines.com”, AndroidHeadlines.com |, 2018. május 29. (Hozzáférés: 2018. július 31.) (amerikai angol nyelvű)
13. ↑  „Latest MIUI 9 build for the Xiaomi Mi Mix 2 brings Android P-style UI changes”, xda-developers, 2018. május 11. (Hozzáférés: 2018. július 31.) (amerikai angol nyelvű)
14. ↑  Pfeffermann, Nicole. Strategy and Communication for Innovation: Integrative Perspectives on Innovation in the Digital Economy. Cham, Switzerland: Springer, 30. o. (2017). ISBN 9783319495408
15. ↑  „小米的MIUI被指违反GPL许可证”, Solidot, 2012. november 21. (Hozzáférés: 2013. augusztus 6.) (chinese nyelvű)
16. ↑  „MIUI is accused of non-compliance with free software license, users request MIUI to be free software (MIUI被指责不遵守开源软件协议，网友要求公开源代码)”, tech2ipo, 2012. november 21.. [2016. március 3-i dátummal az eredetiből archiválva] (Hozzáférés: 2013. augusztus 6.) (chinese nyelvű)
17. ↑  Commits. GitHub, 2013. október 25.
18. ↑  GitHub MiCode/Xiaomi_Kernel_OpenSource, GitHub, 31 March 2015, <https://github.com/MiCode/Xiaomi_Kernel_OpenSource/tree/cancro-kk-oss>. Hozzáférés ideje: 8 April 2015
19. ↑  删除谷歌，内置杀毒，MIUI终于突破底线
20. ↑  MIUI Official English Site - Redefining Android, 2013. december 6. [2013. december 6-i dátummal az eredetiből archiválva]. (Hozzáférés: 2018. május 22.)
21. ↑  Forum, Xiaomi MIUI Official: MIUI ROM 3.3.1 Changelog: MIUI V5 for Xiaomi MI2 Released!!! - MIUI General - Xiaomi MIUI Official Forum. en.miui.com . [2017. február 11-i dátummal az eredetiből archiválva]. (Hozzáférés: 2017. február 10.)
22. ↑  Forum, Xiaomi MIUI Official: MIUI Stable ROM (Global) KXDMIBF22.0 for MI3-WCDMA/CDMA Changelog & Download - Xiaomi Mi 3 - Xiaomi MIUI Official Forum. en.miui.com . [2018. május 6-i dátummal az eredetiből archiválva]. (Hozzáférés: 2018. május 5.)
23. ↑  Forum, Xiaomi MIUI Official: MIUI ROM 4.8.29 Full Changelog. MIUI 6 Released for Public! (Released) - MIUI General - Xiaomi MIUI Official Forum. en.miui.com . [2017. február 11-i dátummal az eredetiből archiválva]. (Hozzáférés: 2017. február 10.)
24. ↑  Forum, Xiaomi MIUI Official: About MIUI 7 China ROM 5.8.13. What Device Will MIUI 7 Global ROM Support First? - MIUI General - Xiaomi MIUI Official Forum. en.miui.com . [2017. február 11-i dátummal az eredetiből archiválva]. (Hozzáférés: 2017. február 10.)
25. ↑  Forum, Xiaomi MIUI Official: MIUI 8 China Developer ROM 6.6.16 Full Changelog & Supported Devices - MIUI General - Xiaomi MIUI Official Forum. en.miui.com . [2017. február 11-i dátummal az eredetiből archiválva]. (Hozzáférés: 2017. február 10.)
26. ↑  MIUI 10首批机型公测下载 - MIUI官方网站. www.miui.com . (Hozzáférés: 2018. június 21.)
27. ↑  https://www.xda-developers.com/miui-11-new-features/